# Яблоновский, Александр Ян
Александр Ян Яблоновский (ок. 1670 — 28 июля 1723) — государственный и военный деятель Речи Посполитой, хорунжий великий коронный (1693—1723), староста  звенигородский, корсунский и буский.

## Биография
Представитель польского магнатского рода Яблоновских герба Прус III. Второй сын гетмана великого коронного и каштеляна краковского Станислава Яна Яблоновского (1634—1702) и Марианны Казановский (1643—1687). Братья — Ян Станислав и Станислав Кароль Яблоновские.
Вместе со старшим братом Яном Станиславом учился в иезуитских колледжах во Львове и Праге, затем путешествовал по странам Западной Европы. В 1685 году пребывал во Франции, где изучал астрономию. В 1687 году получил во владение корсунское и буское староства. В 1693 году получил должность хорунжего великого коронного.
В 1695 году участвовал в битве с крымскими татарами под Львовом, в 1697 году был отправлен своим отцом в поход против крымскотатарских отрядов. В 1703 году был избран послом на сейм.
Во время Северной войны (1700—1721) хорунжий великий коронный Александр Ян Яблоновский постоянно менял политическую ориентацию, поддерживал вначале Августа Сильного, затем Станислава Лещинского.
В 1702 году во главе собственного военного отряда участвовал в подавлении казацкого восстания под руководством Семёна Палия на Правобережной Украине. Присоединился к Тарноградской конфедерации, в 1716 году был избран фискальным судьей Русского воеводства. Был избран послом от Галицкой земли на сейм в 1720 и 1722 годах.

## Семья
В 1698 году женился на Теофиле Сенявской (1677—1754), младшей дочери воеводы волынского и гетмана польного коронного Николая Иеронима Сенявского (1645—1683) и Сесилии Марии Радзивилл (1643—1682). Дети:
- Юзеф Александр Яблоновский (1711—1777), стольник великий литовский (1744—1755), воевода новогрудский (1755—1773), староста буский, корсунский и звенигородский
- Марианна Яблоновская (1708—1765), жена с 1733 года воеводы сандомирского графа Яна Виельгорского (ум. 1733)
- Ядвига Яблоновская, жена каштеляна киевского Никодима Казимира Воронича